# 拉明 (密蘇里州)
拉明（英語：Lamine）是位於美國密蘇里州庫珀縣的非建制地區。

## 歷史
拉明的郵局於1838年設立，其後於1956年停運。

## 地理
拉明所處的海拔為高於海平面187米（即614英呎），而該地所採用的時區為UTC-6，即北美中部時區（CST）。同時該地設有夏令時間，為UTC-6調快一小時，即UTC-5（CDT）。